# Stenopsyche uniformis
Stenopsyche uniformis är en nattsländeart som beskrevs av Schmid 1965. Stenopsyche uniformis ingår i släktet Stenopsyche och familjen Stenopsychidae. Inga underarter finns listade i Catalogue of Life.